# Amalia Sartori
Pour les articles homonymes, voir Sartori.
Amalia Sartori, née le 2 août 1947 à Valdastico, est une femme politique italienne.
Membre des partis Forza Italia et Le Peuple de la liberté, elle est députée européenne de 1999 à 2014.